# Malaklipsa Młodszy
Malaklipsa Młodszy, właśc. Gregory Hill (ur. 21 maja 1941, zm. 20 lipca 2000) – współautor i bohater Principii Discordii. Jest także bohaterem Trylogii Illuminatus! Roberta Shea i Roberta Antona Wilsona.
Na początku przypuszczano, że Malaklipsą Młodszym jest Richard Nixon, Timothy Leary lub Robert Anton Wilson. 